# Episodi di Bracken's World (seconda stagione)
La seconda stagione della serie televisiva Bracken's World è stata trasmessa in anteprima negli Stati Uniti d'America dalla NBC tra il 18 settembre 1970 e il 25 dicembre 1970.
| nº | Titolo originale                           | Titolo italiano | Prima TV USA      | Prima TV Italia |
| -- | ------------------------------------------ | --------------- | ----------------- | --------------- |
| 1  | Love It or Leave It, Change It or Lose It  |                 | 18 settembre 1970 |                 |
| 2  | Murder Off-Camera                          |                 | 25 settembre 1970 |                 |
| 3  | Jenny, Who Bombs Buildings                 |                 | 2 ottobre 1970    |                 |
| 4  | Together Again, for the Last Time          |                 | 9 ottobre 1970    |                 |
| 5  | Preview in Samarkand                       |                 | 16 ottobre 1970   |                 |
| 6  | The Mary Tree                              |                 | 23 ottobre 1970   |                 |
| 7  | Hey, Gringo... Hey, Pocho                  |                 | 30 ottobre 1970   |                 |
| 8  | A Team of One-Legged Acrobats              |                 | 6 novembre 1970   |                 |
| 9  | The Anonymous Star                         |                 | 13 novembre 1970  |                 |
| 10 | Infinity                                   |                 | 20 novembre 1970  |                 |
| 11 | Nude Scene                                 |                 | 27 novembre 1970  |                 |
| 12 | A Score Without Strings                    |                 | 4 dicembre 1970   |                 |
| 13 | Will Freddy's Real Father Please Stand Up? |                 | 11 dicembre 1970  |                 |
| 14 | The Country Boy                            |                 | 18 dicembre 1970  |                 |
| 15 | Miss Isabel Blue                           |                 | 25 dicembre 1970  |                 |